# Ioan Filopon
Ioan Filopon (în greacă:  Ἰωάννης ὁ Φιλόπονος,  n. 490 d.Hr., Alexandria, Egipt – d. 570 d.Hr., Alexandria, Egipt), numit și Ioan Gramaticul, a fost un filozof elen din Evul Mediu Timpuriu, de religie creștină și care a trăit în Alexandria.
A scris mai multe tratate filozofice și teologice, precum și comentarii la operele lui Aristotel pe care l-a criticat. A fost influențat de unele idei atomistice.
A anticipat ideea de inerție, motiv pentru care a fost considerat ca unul dintre precursorii lui Galileo Galilei.
A negat, pe bază de exemple, teoria veche despre proporționalitatea vitezei de cădere liberă a unui corp cu greutatea acestuia și a considerat drept cauză a gravitației tendința corpurilor de a se uni cu locul în care este concentrată masa principală a substanței din care sunt alcătuite.

## Scrieri
- Comentariu asupra aritmeticii lui Nicomah
- Tratat asupra folosirii astrolabului
- Comentariu asupra fizicii lui Aristotel, lucrare publicată în latină în 1583.

## Legături externe
- Wildberg, Christian. „John Philoponus”. Stanford Encyclopedia of Phylosophy.
- „John Philoponus. Complete Dictionary of Scientific Biography. 2008 (part 1)”.
- „John Philoponus. Complete Dictionary of Scientific Biography. 2008 (part 2)”.